# Return to Silent Hill
Return to Silent Hill är en kommande amerikansk skräckfilm, vars premiärdatum är planerat den 23 januari 2026. Filmen är regisserad av Christophe Gans. Filmens manus har skrivits av Gans, William Josef Schneider och Keiichiro Toyama.

## Handling
Filmen kretsar kring James Sunderland som beger sig till småstaden Silent Hill som har tagits över av onda krafter och skrämmande varelser.

## Rollista (i urval)
- Jeremy Irvine – James Sunderland
- Hannah Emily Anderson – Mary
- Evie Templeton – Laura